# 도장항
도장항(道莊港, Dojang Fishing Port)은 전라남도 완도군 금일읍 도장리, 금일도 섬에 있는 어항이다. 1991년 1월 1일 국가어항으로 지정되었다. 관리청은 해양수산부 서해어업관리단, 시설관리자는 완도군수이다.

## 어항 연혁
- 도장항이 있는 금일도는 '평일도'라는 이름을 가지고 있다. 오랜 옛날부터 왜구의 침입을 받은 적이 없어 늘 평온하고, 넉넉했던 섬이어서 붙여진 이름이다. 금일도는 고려시대 장흥부 소속이었다가 1896년 완도군이 신설되면서 완도에 편입되었고, 1980년 생일도, 금당도, 신도, 충도 등 부속 섬을 거느리는 읍 소재지가 되었다.
- 도장항은 1991년 국가어항으로 지정되어 2000년 기본설계와 환경영향평가 용역을 시행했다.[1] 남, 북 방파제와 물양장, 선양장, 투기장, 호안 등의 시설이 들어서고 있으며, 또한 테라스형 낚시체험장, 낙조조망대, 다시마형 등대 등도 설치해 다기능 복합형어항으로 발전해 나가고 있다.

## 어항 구역
본 항의 어항구역은 다음과 같다.
- 수역: 북측 돌단부에서 남측 돌단부를 연결하는 선을 따라 형성된 공유수면[2]
- 육역: 전라남도 완도군 금일읍 장정리 444-13 외 1필지(상세내역은 생략)[3]

## 개발 계획
2006년 6월 23일 변경고시된 개발계획은 다음과 같다.
- 북방파제 180m, 남방파제 75m, 물양장 350m, 여객부두 30m, 선양장 30m, 해안도로 895m, 호안 397m, 선류장 263m, 돌제 70m, 준설 223천m3, 매립공 1식, 부대공(전기포함) 1식